# Fresque de Trois-Rivières
La fresque de Trois-Rivières est une œuvre murale relatant des faits historiques de la cité de Laviolette de même que des personnages importants de l'histoire de Trois-Rivières.

## Histoire et description
La peinture murale se trouve à Trois-Rivières aux abords de la côte Plouffe à la jonction du chemin Sainte-Marguerite et du boulevard des Forges. 
Elle a été réalisée en 2009 par les peintres muralistes de MuraleCréation, dans le cadre du 375e anniversaire de Trois-Rivières. La fresque commémore douze scènes importantes pour la ville comme le grand incendie en 1908 et la découverte du site de la ville par Jacques Cartier en 1535. Elle représente les premiers arrivants et l'allure de la ville de sa fondation en 1634 jusqu'aux années 1900. Les peintures célèbrent également les quatre saisons au Québec et on y aperçoit entre autres les Vieilles forges, les batailles qui ont eu lieu près de la ville, le fleuve Saint-Laurent, la rivière Saint-Maurice.
La Fresque de Trois-Rivières occupe une surface de sept cent soixante mètres carrés et est une œuvre d'art public tout aussi bien qu'un projet de mémoire populaire.